# Muddy Stream
Koordinaten: 62° 8′ S, 58° 8′ W
Der Muddy Stream (englisch für Schlammiger Strom) ist ein schlammiger, Schmelzwasser führender Bach auf King George Island im Archipel der Südlichen Shetlandinseln. Auf der Krakau-Halbinsel fließt er vom White Eagle Glacier zur King George Bay, die er zwischen dem Lions Rump und den Sukiennice Hills erreicht.
Polnische Wissenschaftler benannten ihn 1999 deskriptiv.